# Pseudomys fieldi
Pseudomys fieldi är en däggdjursart som först beskrevs av Edgar Ravenswood Waite 1896.  Pseudomys fieldi ingår i släktet australmöss, och familjen råttdjur. IUCN kategoriserar arten globalt som sårbar. Inga underarter finns listade i Catalogue of Life.

## Utseende
Denna gnagare blir ungefär 9,5 cm lång (huvud och bål) och har en cirka 12 cm lång svans. Den väger 30 till 50 g. Den långa pälsen har på ryggen en gulbrun färg med några gråa hår inblandade. Buken och fötterna är vitaktiga. Även svansen är mörk på ovansidan och ljus vid undersidan. Vid svansens spets finns en tofs.

## Utbredning och habitat
Arten fanns tidigare på flera öar i Shark Bay och på fastlandet i västra Australien. En ursprunglig population finns bara på Bernier Island kvar. 2002 startades ett försök för att återskapa populationen på Faure Island. Pseudomys fieldi vistas vanligen vid strandlinjer som är täckta av gräs och några buskar. Den besöker även hedområden och mangrove.

## Ekologi
Individer är främst aktiva på natten. De äter blad, blommor, insekter och ibland spindlar. Under fortplantningstiden skapas enkla underjordiska bon. Annars gömmer sig individerna i den täta växtligheten. Fortplantningssättet är främst känt från individer som hölls i fångenskap. Honor är cirka 28 dagar dräktig och föder vanligen tre ungar per kull, sällan upp till fem. Ungarna föds blinda och nakna. De öppnar sina ögon ungefär efter två veckor och diar sin mor fyra veckor. Cirka 100 dagar efter födelsen är ungarna lika stora som de vuxna djuren. Livslängen går upp till två år.

## Taxonomi
Arten beskrevs ursprungligen efter en individ (holotyp) som hittades nära Alice Springs. Populationen på Bernier Island beskrevs 1910 av Thomas som Pseudomys praeconis. Senare undersökningar visade att populationerna föreställer samma art.